# Константа кислотної дисоціації
Конста́нта кисло́тної дисоціа́ції (також константа кислотності або  константа кислотної іонізації, pKa) — це специфічна рівноважна константа в хімії, що показує ступінь дисоціації іонів Гідрогену (Н+) з кислоти в розчині. Сильні кислоти дисоціюють практично повністю, і, відповідно, мають великі значення константи кислотності (Ка>1), а слабкі — дисоціюють неповністю і їм притаманне значення Ка<<1. З огляду на те, що різниця в значенні Ка між найслабшими та найсильнішими кислотами становить декілька порядків, константа кислотності звичайно позначається у вигляді оберненого значення її десяткового логарифма (рКа); тобто
pKa = −log10Ka
Для деякої кислоти НА (Н — іон Гідрогену, А — кислотний залишок (аніон)) дисоціація в розчині іде до встанолення такого рівноважного стану:
HA + H2O ↔ H3O+ + A— (або, що в даному випадку те ж саме,
HA ↔ H+ + A—).
Константа кислотності для кислоти НА є рівноважною константою для цього стану, тобто:
{\displaystyle K_{a}={\frac {[{\mbox{H}}_{3}{\mbox{O}}^{+}][{\mbox{A}}^{-}]}{[{\mbox{HA}}]}}},
де [X] є молярною концентрацією часток Х в розчині.

## Константа основності
Аналогічно до константи кислотності може бути визначена константа основності Kb та pKb для лугів:
{\displaystyle K_{b}={\frac {[{\mbox{HA}}][{\mbox{OH}}^{-}]}{[{\mbox{A}}^{-}]}}}
pKb = −log10Kb
За аналогією з вищенаведеним це є вираз для рівноважної константи для стану
A— + H2O ↔ HA + OH—,
де A— — від'ємно заряджений аніон — кислотний залишок.

## Співвідношення між константами основності та кислотності
Оскільки складення реакцій іонізації для НА та для A— дає точне значення реакції самоіонізації води (якщо обидві реакції проходять у водному розчині), добуток констант кислотності та основності дорівнює константі дисоціації води ({\displaystyle K_{w}}), котра має значення 1,0 × 10−14 M2 при 25 °C.
Іншими словами,
{\displaystyle K_{a}K_{b}=K_{w}}
{\displaystyle pK_{a}+pK_{b}=pK_{w}}
Так як добуток констант кислотності і основності є завжди сталим, це означає, що сильним кислотам притаманні високі значення рКа і низькі рКb, і навпаки.

## Експериментальне визначення

Крива титрування оцтової кислоти

Експериментально константу кислотної дисоціації можна визначити методом титрування. Для цього до розчину досліджуваної кислоти відомої концентрації малими порціями додають розчин лугу, зазвичай гідроксиду натрію, відомої концентрації, після кожного додавання вимірюють pH. На основі отриманих даних будують криву титрування у координатах pH/кількість доданого лугу, приклад кривої титрування оцтової кислоти наведений на рисунку справа.
На початку титрування більшість молекул слабкої кислоти перебувають у протонованій формі (AH). Додані у розчин іони OH- з'єднуються із H+ утворюючи H2O, відповідно, зменшення [H+] це призводить до дисоціації протонів від молекул кислоти. Так відбувається до тих пір, поки кислота не буде повністю депротонована (A-). Посередині кривої титрування (коли було додано половину кількості лугу, необхідної для повного депротонування кислоти) [AH] = [A-] і pH розчину буде рівним pKa слабкої кислоти згідно із рівнянням Гендерсона — Гассельбалха:
{\displaystyle {\textrm {pH}}={\textrm {pK}}_{a}+\log \left({\frac {[{\textrm {A}}^{-}]}{[{\textrm {HA}}]}}\right)}